# Sarcophrynium
Sarcophrynium é um género botânico pertencente à família Marantaceae.